# Cancellazione attiva

Effetto dell'interferenza tra onde elettromagnetiche. La cancellazione attiva sfrutta il fenomeno a destra

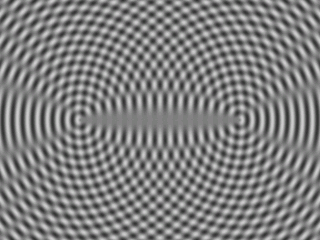
Verifica effettuata in una vasca a increspature dell'interferenza tra onde elettromagnetiche. Al centro, le onde prodotte dalle due sorgenti si annullano completamente

La Cancellazione attiva è una tecnica teorizzata di guerra elettronica.
In teoria, un sistema di contromisure elettroniche potrebbe adottare una tecnica nella quale l'aereo, quando illuminato da un radar, trasmette un segnale che imita l'eco che il radar riceve, ma fuori fase di metà lunghezza d'onda, così che il radar non riceva nulla. 
Il vantaggio di questa tecnica di disturbo è che non è necessario impiegare un trasmettitore ad alta potenza, a differenza di quanto accade con le tecniche di radar jamming tradizionali, inoltre, non vengono lasciati indizi di presenza di un disturbatore. Di contro, a parte la necessità di adottare un sistema molto complesso in termini di capacità di memorizzazione e calcolo, nel caso di errore nella realizzazione della replica del segnale, invece di attenuare l'eco radar, si finisce per amplificarlo.
Non esiste nessun sistema che ufficialmente utilizzi questa tecnica, che, se effettivamente realizzata, sarebbe comunque un segreto militare ad elevato livello di classifica, ma si pensa che la tecnica in questione sia alla base delle caratteristiche stealth degli aerei dell'United States Air Force quali il B-2, l'F-117, l'F-22, e potenzialmente l'F-35.  
Le ditte europee Thales e MBDA hanno rivelato che stanno lavorando alla tecnologia della cancellazione attiva per impiegarla su missile da crociera e hanno già effettuato verifiche su un aereo senza pilota di piccole dimensioni, dove sono state sperimentate combinazioni di tecniche attive e passive per ridurre la traccia radar. Queste affermazioni autorizzano a supporre che la cancellazione attiva sia utilizzata dal sistema Thales Spectra imbarcato sul caccia di produzione francese Dassault Rafale